# Overwhelmingly Large Telescope

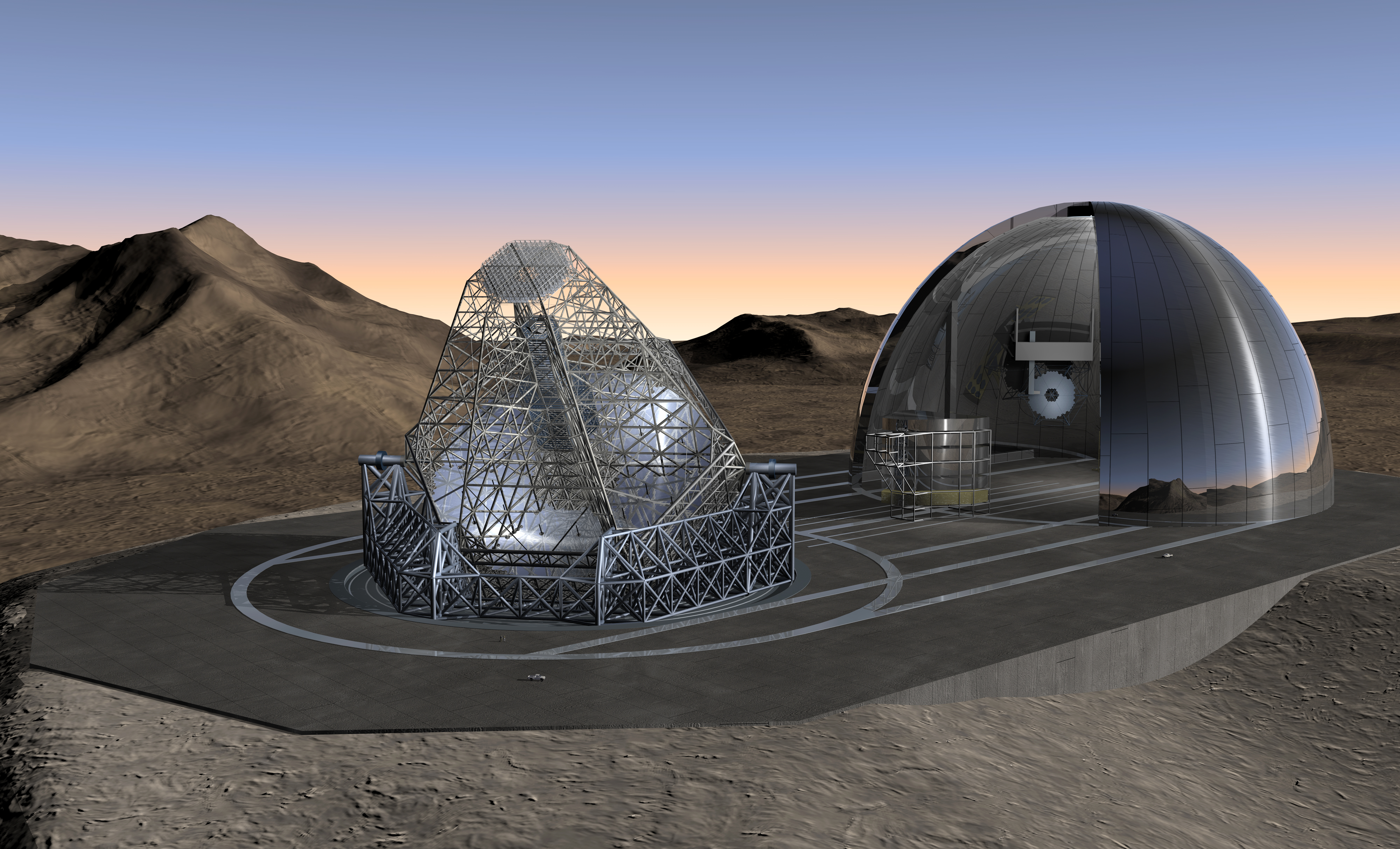
Computergegenereerde weergave van de OWL-telescoop. Ter vergelijking zijn er twee mensen en twee auto’s ingetekend (één auto vóór de grote witte cirkel op de grond, recht onder de „top” van de telescoop, twee mensen tussen deze auto en de telescoop, en de andere auto rechts, vóór de koepel, net naast de eerste witte lijn; klik op de foto voor een vergroting).

Overwhelmingly Large Telescope (OWL) was de werktitel van een onderzoek voor een nieuwe telescoop voor de Europese Zuidelijke Sterrenwacht (ESO). Aangezien de naam Very Large Telescope reeds in gebruik was, en het begrip Extreem grote telescoop ook reeds bestond, koos men voor de naam Overwhelmingly Large Telescope („Overweldigend grote telescoop”). Tevens zinspeelde de daaruit voortvloeiende afkorting „OWL” op het nachtelijk zichtvermogen van de uil (Engels: owl).
De telescoop zou van het Cassegraintype worden met een coudébrandpunt, en zou moeten werken in het zichtbare en infrarode gebied (0,32 ...12 μm).
Het onderzoek, dat een telescoop met een spiegeldiameter van 100 m beoogde, is in 2005 stilgelegd. In plaats daarvan werkt men thans aan een Extremely Large Telescope, met een spiegel van 39,3 m.

## Schaalgrootte
Deze optische telescoop zou een hoofdspiegel krijgen met een diameter van 100 m, waarmee hij circa honderdmaal zo lichtsterk zou zijn als de destijds grootste telescoop, de Keck-telescopen op Mauna Kea. Deze hoofdspiegel zou daarmee een oppervlakte hebben groter dan de totale oppervlakte van alle destijds in gebruik zijnde professionele telescopen bij elkaar. Zelfs de secundaire spiegel zou met 30 m diameter reeds overweldigend groot zijn. Beide spiegels zouden niet uit één stuk worden vervaardigd – dat zou technisch niet haalbaar en vanwege het grote gewicht ook zinloos zijn. De hoofdspiegel zou uit 3048 afzonderlijke hexagonale elementen bestaan, en de secundaire spiegel uit 216 segmenten. Om kosten te besparen, zouden alle elementen van de hoofdspiegel dezelfde kromming hebben en samen een sferisch oppervlak vormen, in plaats van de gebruikelijke paraboloïdisch of hyperboloïdische vorm.
Zo zou zelfs een scheidend vermogen van slechts 0,001 boogseconden mogelijk worden. Met de OWL zouden sterren tot een magnitude van 38 te zien zijn. De ruimtetelescoop Hubble haalde in 2004 slechts een magnitude 31. De OWL zou derhalve 625 biljoen (6,25 × 1014) maal zo zwakke objecten kunnen zien als het blote oog onder optimale zichtcondities.

## Constructie

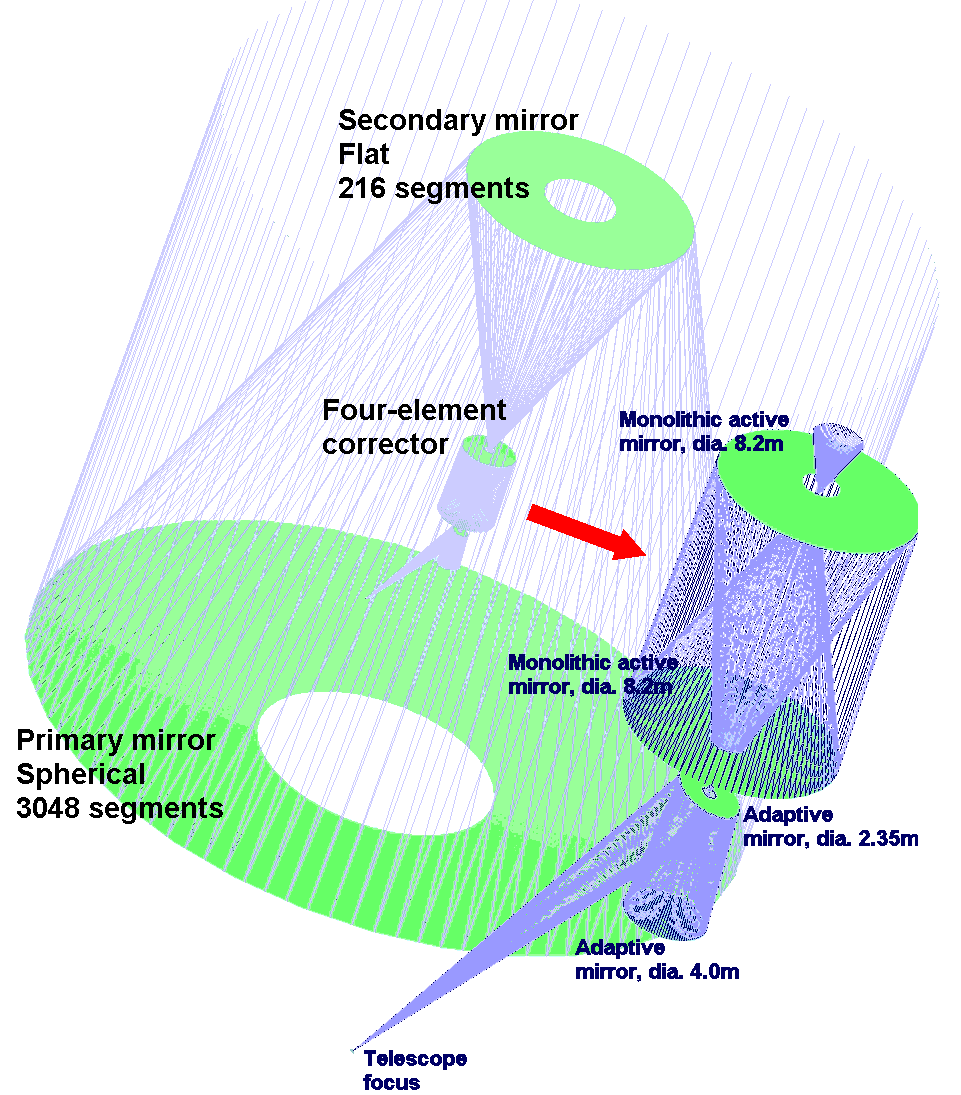
Door de vlakke secundaire spiegel opgevouwen stralengang van de OWL-telescoop. Detailvergroting van de corrector.

Anders dan eerdere grote telescopen zou de OWL niet onder een koepel worden geplaatst, maar in de open lucht staan. Overdag en bij slecht weer zou hij door een circa 220 m grote zelfdragende hal worden beschut. Voor waarnemingen zou deze hal worden weggereden.
Een groot probleem zou zijn, het gewicht te minimaliseren. Hiervoor zouden nieuwe materialen en constructies moeten worden gebruikt, omdat de telescoop met zeer grote nauwkeurigheid moet kunnen bewegen. Onderzoek tot nog toe gaat uit van een totale massa van 15.000 ton. Daartoe zouden 300 draaistellen met frictieaandrijving gebruikt moeten worden, die op cirkelvormige banen rijden.
Een ander probleem zou zijn om de telescoop te beschermen tegen de wind, die de spiegel zou vervormen. Uiteraard zou ook de OWL, zoals alle tegenwoordie grote telescopen, voorzien uitgerust met actieve en adaptieve optiek, teneinde zo dicht mogelijk bij het theoretische scheidend vermogen te komen.
De optische constructie bestaat uit een sferische hoofdspiegel, een vlakke secundaire spiegel en een catadioptrische corrector met vier elementen. De sferische hoofdspiegel kan uit uniforme segmenten worden opgebouwd. De vlakke secundaire spiegel is relatief ongevoelig voor veranderingen van stand, die bij grote telescopen moeilijk te voormijden zijn. De corrector compenseert de sferische aberratie van de primaire spiegel en bevat adaptieve optiek die atmosferische storingen van het invallende licht compenseert.
De totale kosten zijn begroot op ca. 1,2 miljard euro.

## Locatie
Verschillende locaties zijn overwogen, waaronder de Noordchileense Atacamawoestijn, waar reeds verschillende grote telescopen staan, zoals de Very Large Telescope, of de Canarische Eilanden, waar in 2005 de Gran Telescopio Canarias in gebruik is genomen. Ook wordt sinds 2004 serieus gedacht over een locatie op Antarctica, nadat onderzoek heeft aangetoond dat op het zich aldaar op 75° zuiderbreedte op 3200 m boven de zeespiegel bevindende Concordiastation verreweg de gunstigste voorwaarden heersen voor telescopen: zeer schone lucht, vrijwel geen strooilicht, weinig wind, droog klimaat als in de Sahara, ijle lucht t.g.v. de hoge ligging. Deze condities komen aardig in de buurt van die in de ruimte.
Bij een telescoop van deze grootteorde streeft men ernaar, volgens zo veel mogelijk criteria optimale waarnemingscondities te bereiken. Bijzonder geschikt zijn daarom zo hoog mogelijk gelegen locaties in zeer droge gebieden, met een zo gering mogelijke seismische activiteit. Nabijheid van de zee is gunstig, omdat daardoor minder storende luchtturbulenties optreden. Ook moeten telescooplocaties zo ver mogelijk van bevolkingsconcentraties verwijderd zijn om storingen door strooilicht te vermijden. Daarom komen bijvoorbeeld Europa en de Noord-Amerikaanse kusten bij voorbaat niet in aanmerking, daar zij een veel te grote bevolkingsdichtheid hebben.
Een wat kleinere rol speelt de bereikbaarheid, daar astronomen tegenwoordig niet altijd persoonlijk voor de waarnemingen op reis hoeven te gaan. Hooggekwalificeerd personeel ter plaatse, dat de gecompliceerde instrumenten goed kent, voert steeds vaker de waarnemingen uit op aanwijzing van de aanvrager. De waarnemingsresultaten worden via internet of op gegevensdragers zoals cd-roms verzonden.

## Vooruitzichten
Een onderzoek naar het OWL-concept is afgerond en in het najaar van 2005 door een commissie beoordeeld. Hoewel de relevantie van het concept erkend werd, adviseerde de commissie vanwege de risico’s met betrekking tot de kosten en de tijdsplanning voorrang te geven aan een nog steeds zeer grote telescoop met een hoofdspiegel van 42 m diameter, die de ESO onder de naam Extremely Large Telescope aan het ontwikkelen is. Hierdoor kreeg de woordspeling nog enige betekenis dat de afkorting OWL Originally was larger („was oorspronkelijk groter”) zou betekenen.

## Overzicht telescopen
| Optische telescopen groter dan 4 meter                                                                                                  | Optische telescopen groter dan 4 meter | Optische telescopen groter dan 4 meter | Optische telescopen groter dan 4 meter                 | Optische telescopen groter dan 4 meter      | Optische telescopen groter dan 4 meter |
| Naam | Diameter (m)                           | Spiegel                                | Nationaliteit van de sponsors                          | Locatie                                     | In gebruik                             |
| --- | -------------------------------------- | -------------------------------------- | ------------------------------------------------------ | ------------------------------------------- | -------------------------------------- |
| A. "Extreem grote telescopen" (diameter > 20 m):                                                                                        |                                        |                                        |                                                        |                                             |                                        |
| Extremely Large Telescope (ELT) | 39,3                                   | 798 segm. à 1,45 m                     | ESO-landen                                             | Cerro Armazones, Chili                      | gepland ca. 2027                       |
| Thirty Meter Telescope (TMT) | 30                                     | 492 segm. à 1,4 m                      | VS, Canada, Japan, China                               | Mauna Kea-observatorium, Hawaï              | gepland ?                              |
| Giant Magellan Telescope (GMT) | 24,5                                   | 7 spiegels à 8,4 m                     | VS, Australië, Korea                                   | Las Campanas-observatorium, Chili           | gepland ca. 2030                       |
| B. Overige telescopen groter dan 4 meter:                                                                                               |                                        |                                        |                                                        |                                             |                                        |
| Very Large Telescope 1 t/m 4 | 4 × 8,2 = 32,8                         | 4 × enkel                              | ESO-landen + Chili                                     | Paranal-observatorium, Chili                | 1998-2001                              |
| Keck-telescopen I en II | 2 × 10 = 20                            | gesegmenteerd                          | VS                                                     | Mauna Kea-observatorium, Hawaï              | 1993, 1996                             |
| Large Binocular Telescope (LBT) | 2 × 8,4 = 11,8                         | 2 × enkel                              | VS, Italië, Duitsland                                  | Mount Graham Int.-obs., Arizona             | 2007                                   |
| Gran Telescopio Canarias (GTC) | 10,4                                   | gesegmenteerd                          | Spanje, Mexico, VS                                     | Obs. R. de los Muchachos, Can. Eil.         | 2006                                   |
| Southern African Large Telescope (SALT)                                                                                                 | 9,5                                    | gesegmenteerd                          | Zd.-Afrika, VS, VK, Duitsland, Polen, Nw.-Zeeland      | South African Astron. Obs., Zd.-Afrika      | 2005                                   |
| Hobby-Eberly-telescoop (HET) | 9,2                                    | gesegmenteerd                          | VS, Duitsland                                          | McDonald-observatorium, Texas               | 1997                                   |
| Subaru-telescoop (JNLT) | 8,3                                    | enkel                                  | Japan                                                  | Mauna Kea-observatorium, Hawaï              | 1999                                   |
| Gemini North | 8,1                                    | enkel                                  | VS, VK, Canada, Chili, Australië, Argentinië, Brazilië | Mauna Kea-observatorium, Hawaï              | 1999                                   |
| Gemini South | 8,1                                    | enkel                                  | VS, VK, Canada, Chili, Australië, Argentinië, Brazilië | Cerro Pachón, Chili                         | 2001                                   |
| Atacama-obs. v.d. Univ. van Tokio (TAO)                                                                                                 | 6,5                                    | enkel                                  | Japan                                                  | Cerro Chajnantor, Chili                     | 2011?                                  |
| Multiple/Magnum Mirror Telescope (MMT)                                                                                                  | 6,5                                    | enkel                                  | VS                                                     | Fred L. Whipple Obs., Arizona               | 1987, 2002                             |
| Magellan-1 (‘W. Baade’) en -2 (‘L. Clay’)                                                                                               | 6,5                                    | enkel                                  | VS                                                     | Las Campanas-observatorium, Chili           | 2000, 2002                             |
| Bolshoi Teleskop Alt-azimutalnyi (BTA-6)                                                                                                | 6                                      | enkel                                  | Rusland                                                | Zelentsjoekskaja, Karatsjaj-Tsjerk. (Rusl.) | 1976                                   |
| Large Zenith Telescope (LZT) | 6                                      | vloeibaar                              | Canada, Frankrijk                                      | M. Knapp Research Forest, Brits-Columbia    | 2003                                   |
| Haletelescoop | 5                                      | enkel                                  | VS                                                     | Palomar-observatorium, Californië           | 1948                                   |
| William Herschel-telescoop | 4,2                                    | enkel                                  | VK, Nederland, Spanje                                  | Obs. R. de los Muchachos, Can. Eil.         | 1987                                   |
| Southern Astrophys. Res. Telescope (SOAR)                                                                                               | 4,1                                    | enkel                                  | VS, Brazilië                                           | Cerro Pachón, Chili                         | 2002                                   |
| Niet opgenomen zijn telescopen die nog overwogen worden (zoals de Overwhelmingly Large Telescope (OWL), voorlopig opgeschort, zie ESO). |                                        |                                        |                                                        |                                             |                                        |